# Sant Esteve de Guimerà
Sant Esteve de Guimerà és una església gòtica de Guimerà (Urgell) inclosa a l'Inventari del Patrimoni Arquitectònic de Catalunya.

## Descripció
És una capella de dimensions reduïdes. La seva façana exterior és molt modesta, marcada per la verticalitat del campanar d'espadanya d'un sol arc de mig punt amb una campana. Aquest campanar es troba gairebé inserit a la casa del davant de la capella, Cal Manseta. La capella es caracteritza per tenir una planta basilical de nau única amb un absis poligonal. A banda i banda s'obren quatre capelles laterals. Al mur que fa de capçalera de l'església s'hi localitzen les obres de renovació que l'església va patir al segle xviii. Aquesta petita capella es troba sempre oberta al visitant.

## Història
Aquesta capella antigament complia les funcions de capella de l'Hospital de Guimerà. En el Capbreu del 1608, la capella de Sant Esteve es coneix com el carrer de l'Hospital Nou.